# Theristria felina
Theristria felina är en insektsart som beskrevs av Gerstaecker 1885. Theristria felina ingår i släktet Theristria och familjen fångsländor. Inga underarter finns listade i Catalogue of Life.